# Martin Hellinger
Martin Hellinger (ur. 17 lipca 1904, zm. 13 sierpnia 1988) – jeden z lekarzy SS pełniących służbę w hitlerowskich obozach koncentracyjnych oraz SS-Obersturmführer.
Urodzony w Pirnie, był dentystą. Członek NSDAP i SS, w 1941 rozpoczął służbę obozową w Sachsenhausen. Następnie w latach 1941–1942 przebywał w obozie Flossenbürg. Wreszcie od 1943 do 1944 Hellinger pełnił służbę w Ravensbrück. Wprawdzie bezpośrednio nie maltretował on więźniarek, ale brał pośrednio udział w zbrodniach popełnionych w tym ostatnim obozie, usuwając zmarłym złote zęby i mostki.
Oskarżony w pierwszym hamburskim procesie załogi Ravensbrück w 1947 i skazany przez brytyjski Trybunał Wojskowy na 15 lat więzienia. Hellinger został przedterminowo zwolniony 14 maja 1955.